# Fragile Suisse
Fragile Suisse (Eigenschreibweise FRAGILE Suisse) ist eine Vereinigung, die sich schweizweit für Menschen mit Hirnverletzung und ihre Angehörigen einsetzt. Die Organisation besteht aus einer Dachorganisation an den Standorten Zürich und Lausanne sowie elf Regionalvereinigungen, die die ganze Schweiz abdecken. Die gemeinnützige Organisation bietet Sozialberatung, begleitetes Wohnen, Kurse und Weiterbildungen an. Zudem informiert und sensibilisiert Fragile Suisse die Öffentlichkeit zum Thema Hirnverletzung und publiziert themenspezifische Informationsbroschüren.
Die elf Regionalvereinigungen organisieren Selbsthilfegruppen, Treffpunkte und Freizeitaktivitäten. Sie zählen insgesamt 6169 Mitglieder und führen rund 70 Selbsthilfegruppen und Treffpunkte durch.
Fragile Suisse und ihre Regionalvereinigungen wird vorwiegend durch Spenden finanziert und trägt das Zewo-Gütesiegel.

## Geschichte
Die Psychologin Erika Schwob gründete 1987 gemeinsam mit ehemaligen Klassenkameraden den «Verein für hirnverletzte Menschen und ihre Angehörige und Freunde». Es folgten die ersten Selbsthilfegruppen in Bern, Zürich, Luzern und in der Ostschweiz. Drei Jahre später, am 23. Juni 1990, wurde im Inselspital Bern offiziell die Schweizerische Vereinigung für hirnverletzte Menschen (SVHM) gegründet. In den nächsten Jahren wurden innerhalb der Vereinigung immer mehr Selbsthilfegruppen in weiteren Regionen ins Leben gerufen. 1996 erfolgte der Namenswechsel zu Fragile Suisse. Die in Zürich tätige gesamtschweizerische Vereinigung wurde ein Jahr später vom Bundesamt für Sozialversicherungen als Dachorganisation anerkannt.
Seit 2001 bietet Fragile Suisse Kurse und Weiterbildungen für Betroffene, Angehörige und Fachpersonen an. 2003 wurde die Helpline eröffnet, bei der Fachpersonen aus der Sozialarbeit gratis Fragen und Anliegen aller Art beantworten. 2005 kam das Angebot des «Begleiteten Wohnens» dazu. 2018 wurde die elfte und momentan neuste Regionalvereinigung Fragile Valais gegründet. Seit 2019 bietet der Verein mit dem Parcours «Selbsterfahrung Hirnverletzung» einen Sensibilisierungsworkshop für Organisationen an. 2020 wurde die Webseite Fragile Family veröffentlicht, auf der Kinder von betroffenen Elternteilen altersgerechte Informationen und Erklärvideos vorfinden.